# Smoline
Smoline (ukr. Смоліне) – osiedle typu miejskiego na Ukrainie, w obwodzie kirowohradzkim, w rejonie nowoukraińskim. W 2001 liczyło 9240 mieszkańców, wśród których 7405 jako ojczysty język wskazało ukraiński, 1775 rosyjski, 14 mołdawski, 1 węgierski, 1 bułgarski, 11 białoruski, 26 ormiański, a 6 mołdawski. W 2024 jest 9709 mieszkańców.